# Ligusticum elatum
Ligusticum elatum là một loài thực vật có hoa trong họ Hoa tán. Loài này được (Edgew.) C.B. Clarke mô tả khoa học đầu tiên năm 1879.